# Wölferbütt
Wölferbütt è una frazione della città tedesca di Vacha.